# Borovnička
Borovnička – gmina w Czechach, w powiecie Trutnov, w kraju hradeckim. Według danych z dnia 1 stycznia 2014 liczyła 2-06 mieszkańców.
W miejscowości jest przystanek kolejowy Borovnička.